# جانيس لونغ
جانيس لونغ (بالإنجليزية: Janice Long)‏ هي مقدمة برامج إذاعية بريطانية، ولدت في 5 أبريل 1955 في ليفربول في المملكة المتحدة.

## وصلات خارجية
- جانيس لونغ على موقع IMDb (الإنجليزية)
- جانيس لونغ على موقع ميوزك برينز (الإنجليزية)
- جانيس لونغ على موقع ديسكوغز (الإنجليزية)
- جانيس لونغ على موقع قاعدة بيانات الفيلم (الإنجليزية)